# Гох
Гох або Ґох (нім. Goch) — місто в Німеччині, розташоване в землі Північний Рейн-Вестфалія. Підпорядковується адміністративному округу Дюссельдорф. Входить до складу району Клеве.
Площа — 115,38 км2. Населення становить 34 531 ос. (станом на 31 грудня 2020).